# 展线

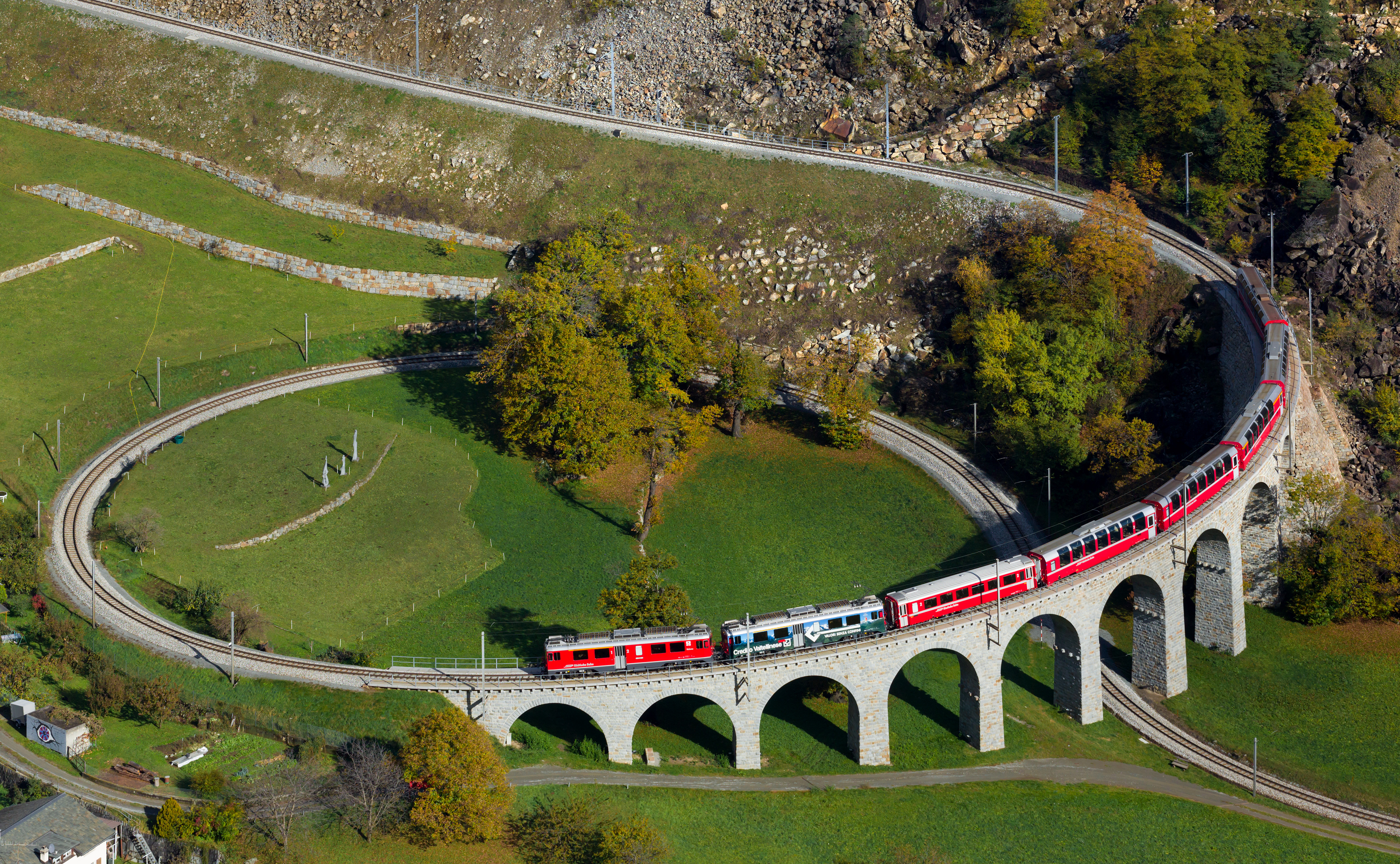
瑞士布魯西奧螺旋鐵路橋，整体构成螺旋展线

展线是一种用于爬坡的铁路或公路线路。在一些地面自然纵坡大于线路允许的最大纵坡，线路铺设又受到地形限制的时候，为使线路达到预定高程，需要顺应地形铺设展线。

## 展线系数
由于在工程数量的计算中是以每公里工程数量建立数学模型，因此缺乏线路长度对工程数量影响的反映。为考虑线路不同技术标准对线路长度的影响，在工程费的数学模型中便引入了展线系数（又称展长系数:226）。
{\displaystyle \lambda ={\frac {L}{L_{1}}}}
或者
{\displaystyle \lambda ={\frac {L}{L_{2}}}}
其中L为一段铁路线路起讫点之间的定线长度；L1为起讫点间的短直距离；L2为起讫点间经过各控制点的短直折线距离。当起讫点间无经济据点及地形控制点时，则以L1为分母；若有，则以L2为分母。:207-208
在实际选线过程当中，出现线路展长的原因有二：适应地形及克服高程。前者会受地形困难程度、线路的曲线半径大小影响，后者则与所克服高差及定线的坡度有关。因此对于限制坡度、站间平均距离、到发线有效长、施工技术水平、最小曲线半径等其他线路技术标准而言，与线路展线系数之间的关系可根据推理及数理统计的方式推导出关系式。:208
其值恒大于1，且一般平原地区小于1.1，丘陵地区小于1.3。过去由于资金和技术的限制，山区铁路往往有很大的展线系数（诸如成昆铁路乃托镇至泸沽镇现今选定的线路方案（沙马拉达方案）展线系数达2.34:24），近年由于技术的进步，在新建线路或是既有线路扩能改造的勘测设计时，各方案的展线系数日益缩小。

## 展线方式

### 种类
展线的种类大体可分为：自然展线、回头展线、螺旋展线三种:390:146。
- 自然展线，即利用山区自然存在的山嘴与侧沟，依照自然地形合理展长线路的展线方式[6]:413。这种利用侧沟、支沟展长线路的方式又称为顺沟展线[8]:555-556。
- 回头展线，当利用自然展线无法克服高度差时，则利用广设的回头曲线（例如灯泡线等）实现线路的展长[1][7]:146。
- 螺旋展线，在路线在一处集中进行标高的抬升或降低时设置，这种展线模式一般出现在山脊山包处[7]:146，另外在局部有开阔地带可供利用之时，也会设计这种展线。这种情况之下在平面上，上层线与下层线会出现在一个平面点，倘若地形允许则可以直接借助地层实施跨越交汇；倘若地形不允许，上层线会利用跨线桥跨过下层[1][8]:556。

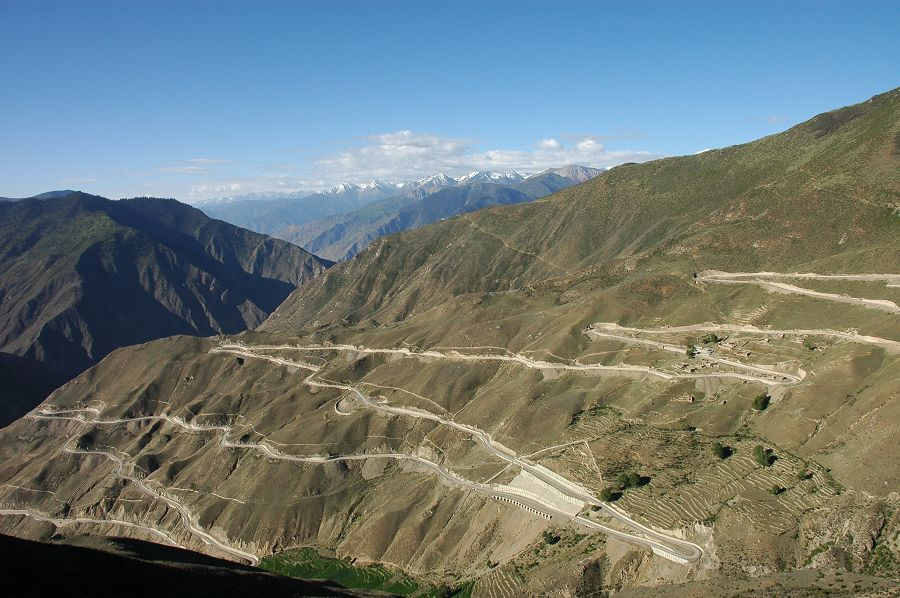
利用回头展线（发夹弯线型）实现线路展长的西藏八宿縣八宿九十九道拐（怒江七十二拐）
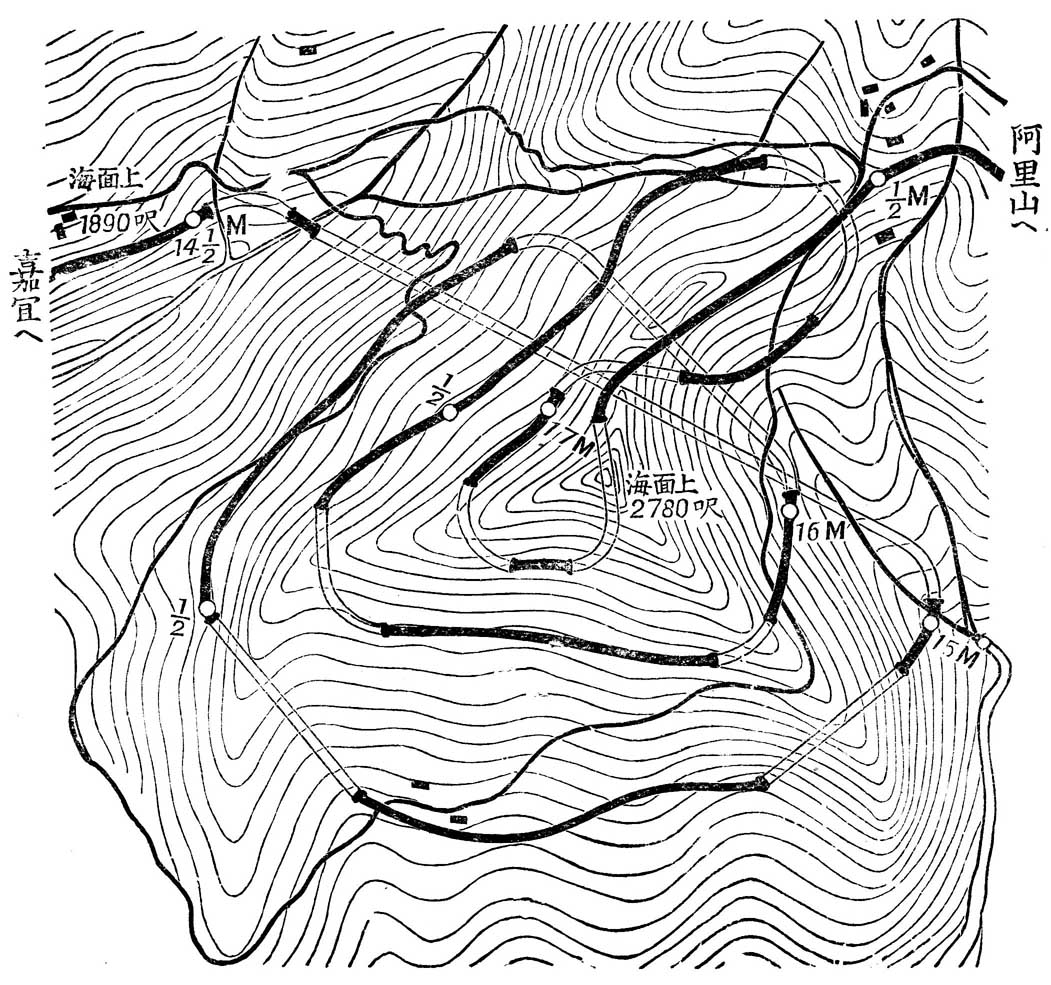
采用螺旋展线环绕独立山山包的阿里山森林铁路
已经废止的青藏铁路关角展线，最前侧的展线即使用螺旋形展线并利用路堑及跨线桥组合实施交汇
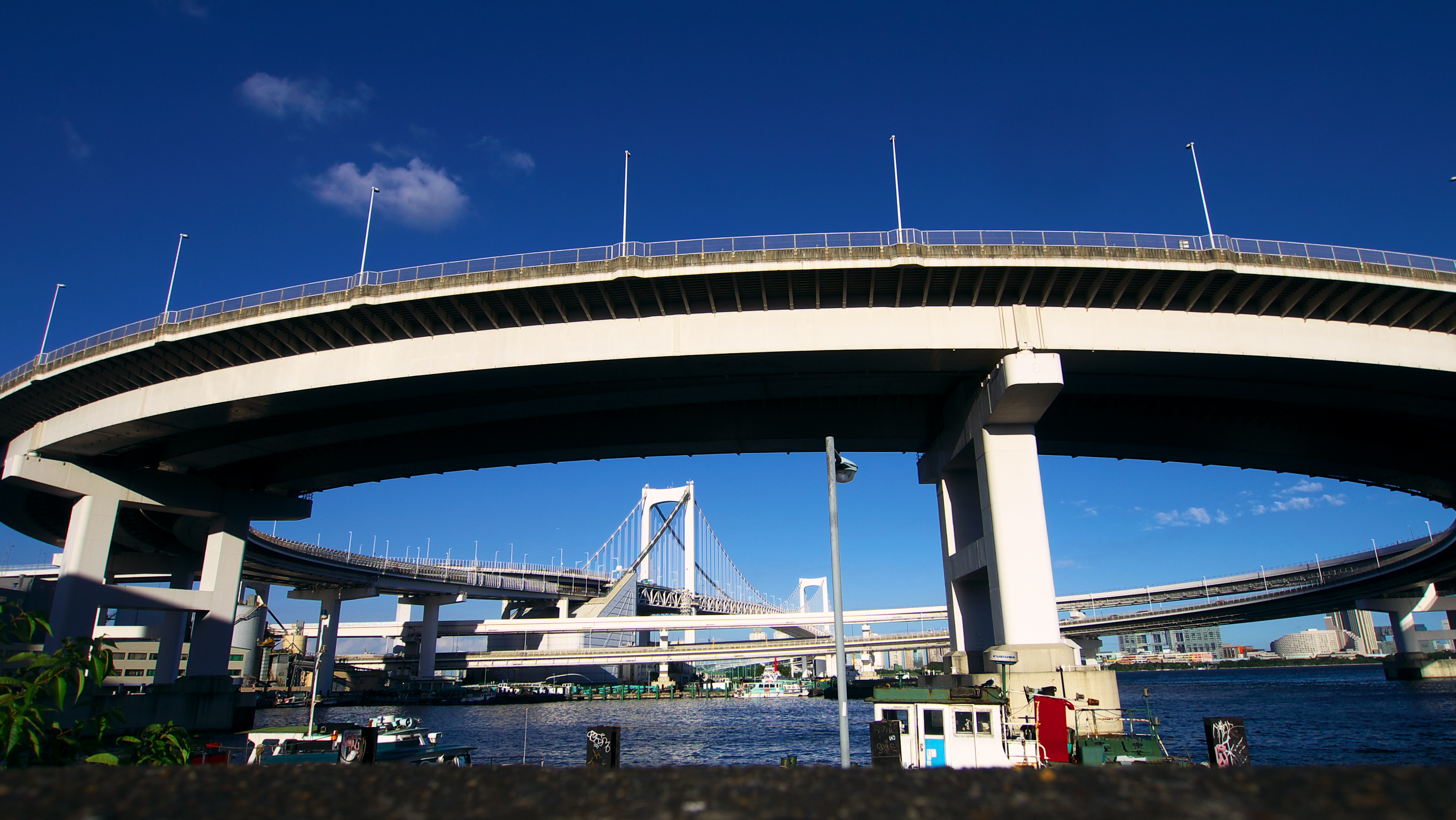
日本東京彩虹大橋螺旋展線

#### 其他展线
- 人字形/之字形展线[9]:16[10]:18，属于一种折返式展线。这种展线不适用于汽车线路，仅在铁路线路中采用，现多在露天矿中克服高差使用[1][11]:43-44[12]。

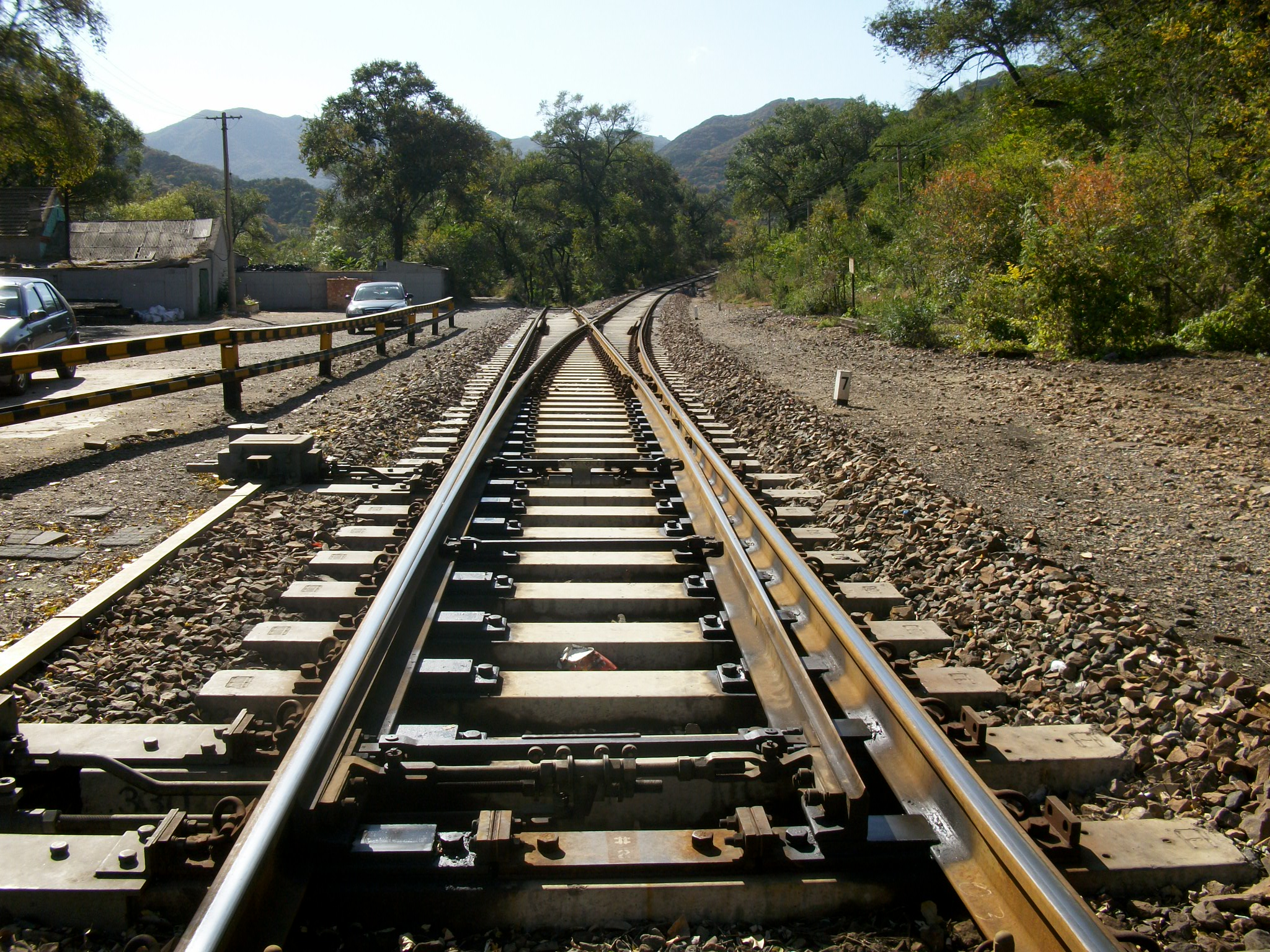
京张铁路青龙桥站的人字形展线，但设计该线路的詹天佑旋即在随后川汉铁路宜归段的勘测设计中要求尽可能使用螺旋形展线替代这种展线[13]:175
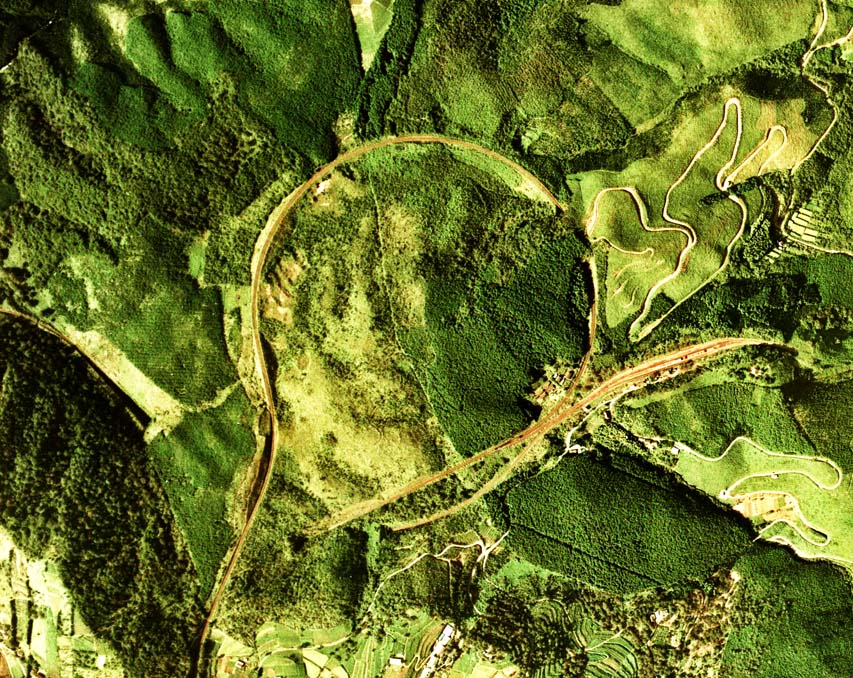
肥萨线大畑站前后线路，采用螺旋形展线中加入人字形展线以克服高差

### 复杂展线
在实际选线的地形当中，往往有在某一特定地区克服相当大的高差的需求，在这种情况下无法采用简单的展线方式，必须使用多个数量乃至多个方式的展线往复迂回才能达到需求:557。

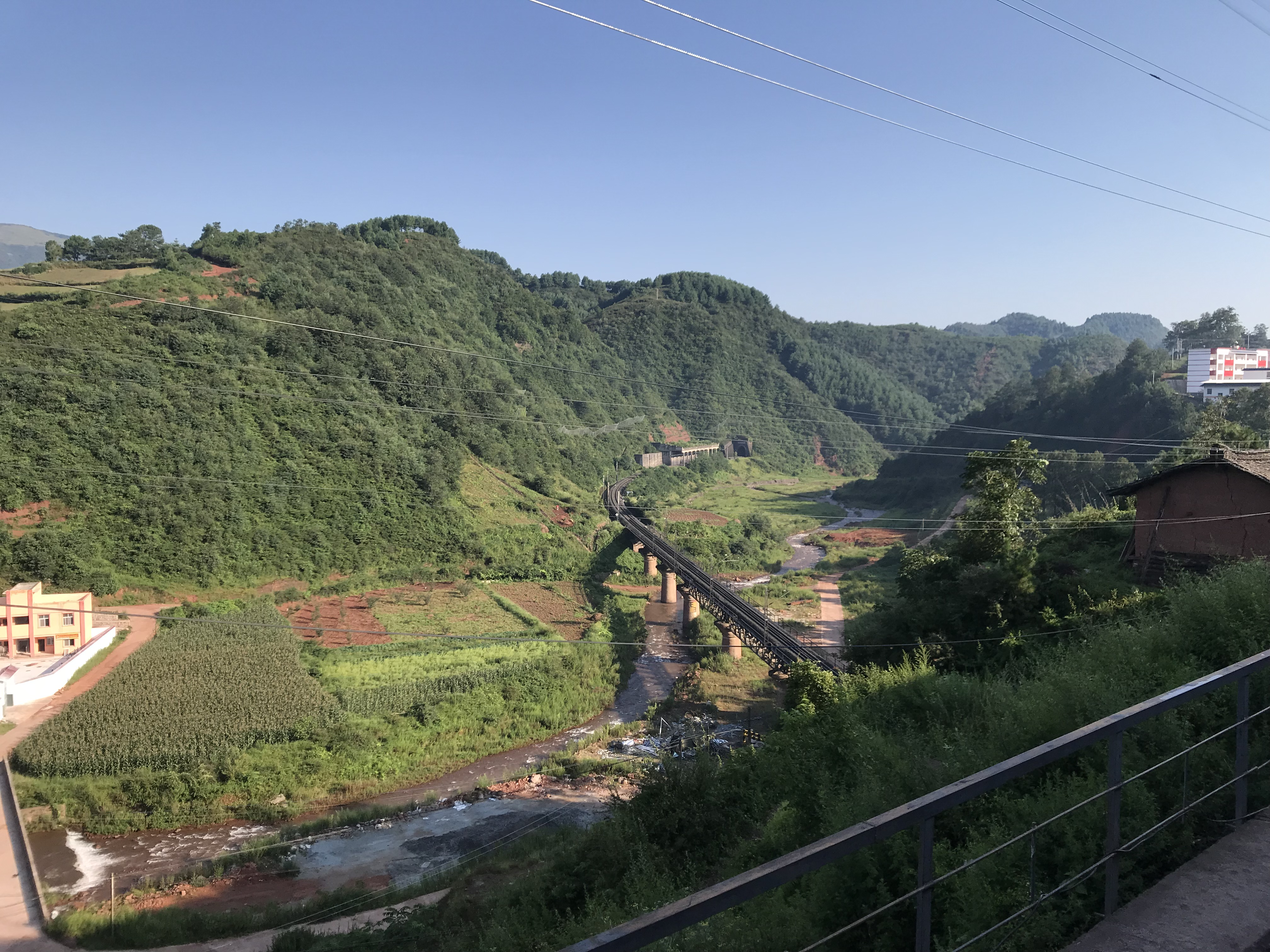
成昆铁路乐武展线，尼波站至红峰站站间距有7千米，而高差有142米，为克服此高差，最终选定使用两个隧道套线（灯泡线）集中迂回[8]:557
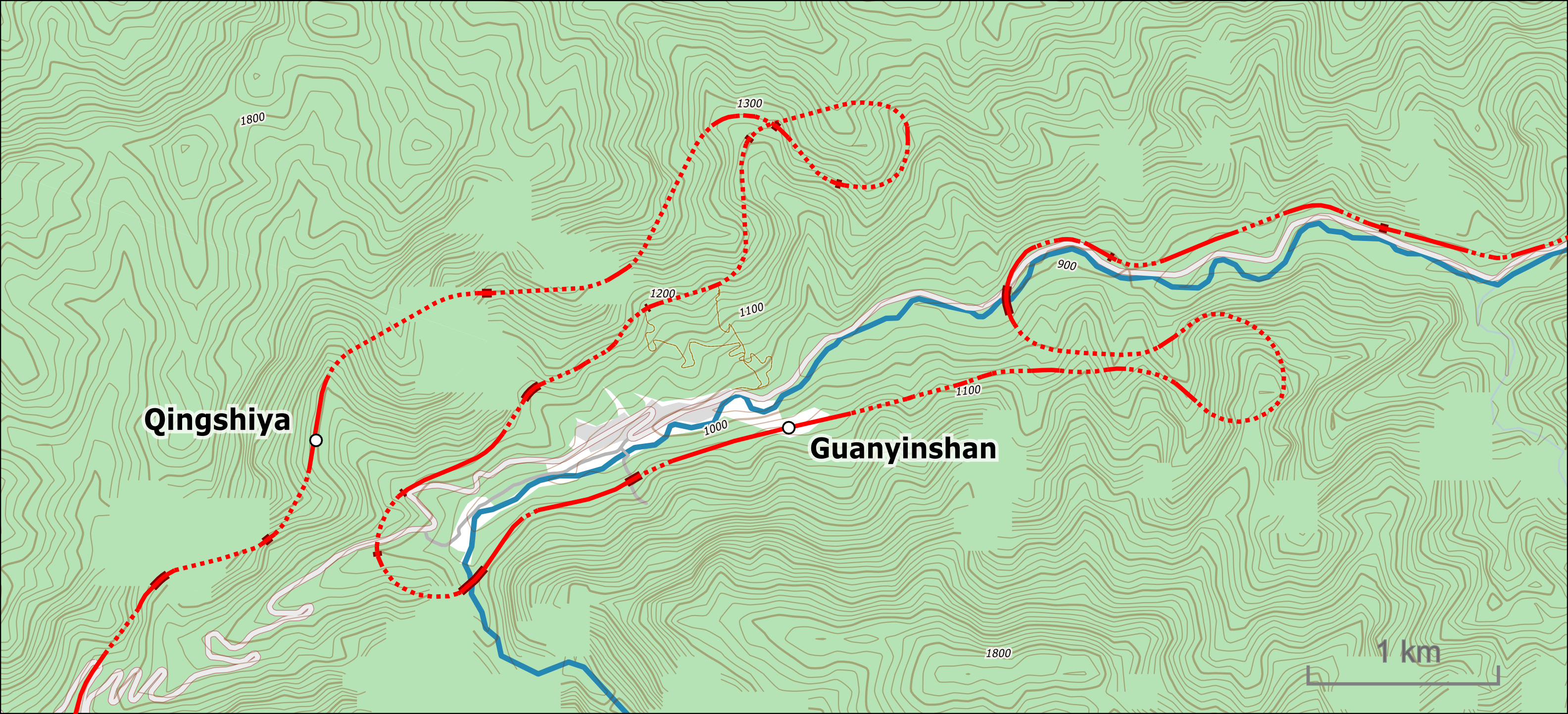
宝成铁路观音山展线，采用了多个数量及多个方式的展线方式以克服秦岭北坡高差

### 实际选线时各方式的优劣
在地形地质条件允许的情况下，实际选线过程中应当尽可能设计自然展线克服高差。自然展线的线形相对简单，技术标准一般较高，在线路的施工与建造、线路建成后的运用及维护上相较于其它展线方式都有一定优势。而其他线形则不主动选择设计：回头展线在回头线两端相距很近，同时在同一坡面上上下重叠，在施工、运维方面均有不利因素，只有在不得已的情况下才建议采用；而螺旋展线线形及技术条件过低，一般在低等级线路中才会使用，高等级线路采用这种线形必须经过慎重考虑。:145-146

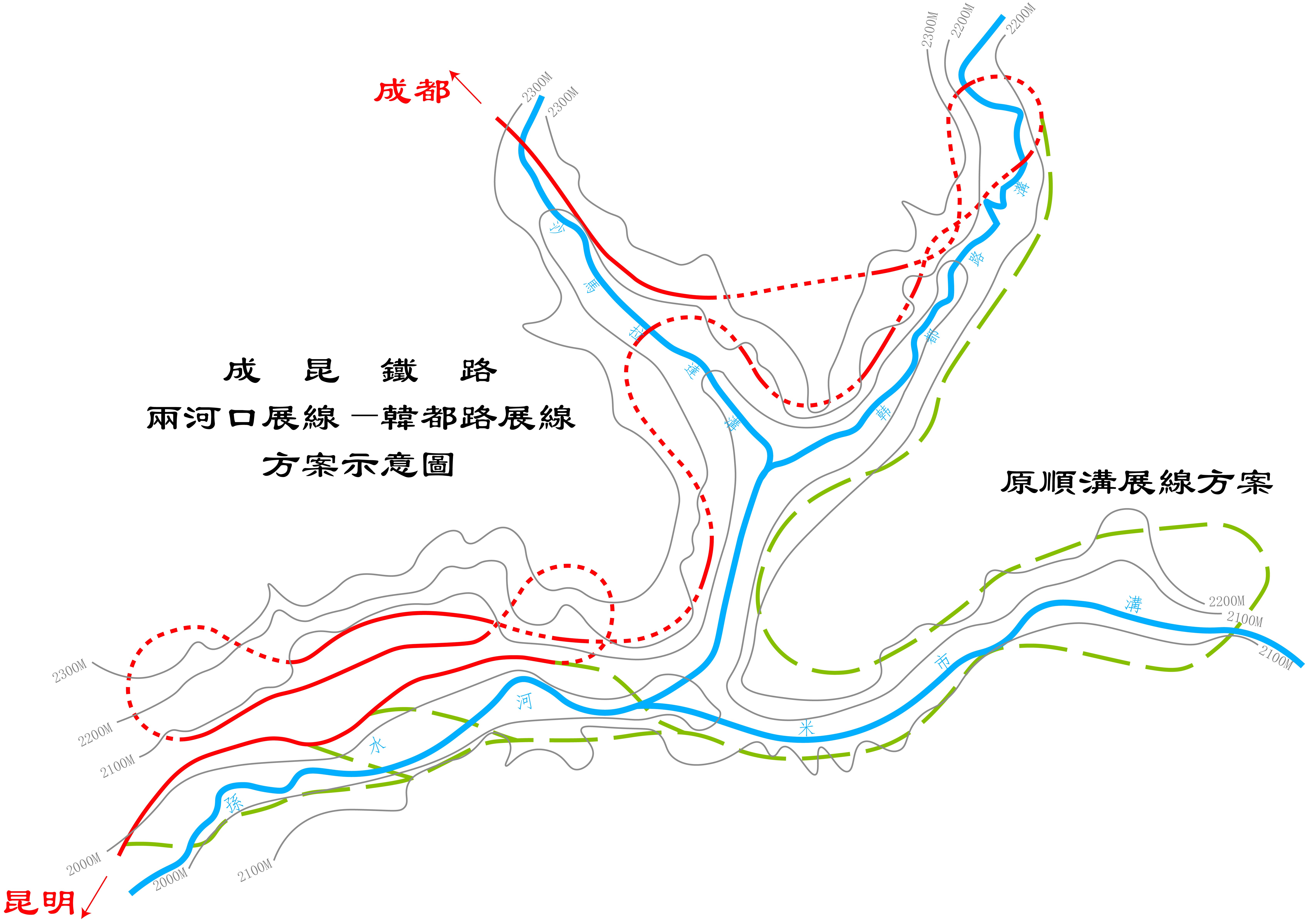
实例：成昆铁路两河口展线及韩都路展线的勘测设计。谷顶毗邻瓦吉木梁子的沙马拉达站至谷底两河口直线距离4千米，高差215米。在起初的线路勘测中皆采用沿米市沟及韩都路沟作顺沟展线的方案，此方案单从地形来看山坡平缓且工程简单。但对地质条件作勘察后，发现该方案无法克服潜在的地质隐患，遂改为地形陡峭但地质稳定的孙水河及韩都路沟右岸方案，并采用复杂展线。

## 另見
- 環形迴車道
- 折返式路線